# Allosmaitia strophius
Allosmaitia strophius  (лат.) — вид чешуекрылых насекомых из семейства голубянок. Распространён от Панамы до Бразилии, а также в Мексике, Гватемале. Обитают в засушливых и сырых субтропических лесах и кустарниковых местностях. Гусеницы питаются цветками Malpighia. Размах крыльев 22—32 мм.